# Dorfkirche Alt Plestlin

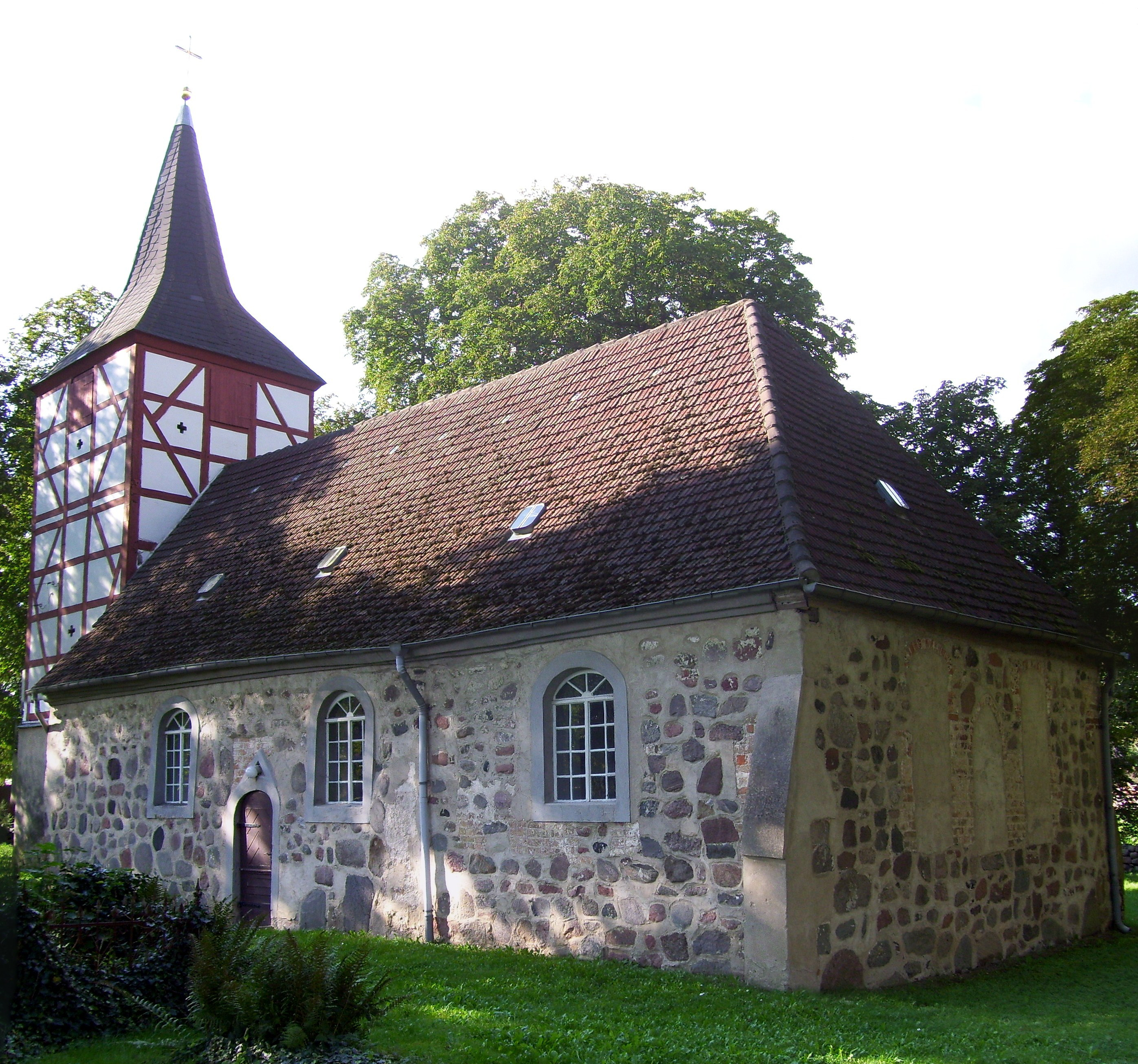
Dorfkirche Alt Plestlin

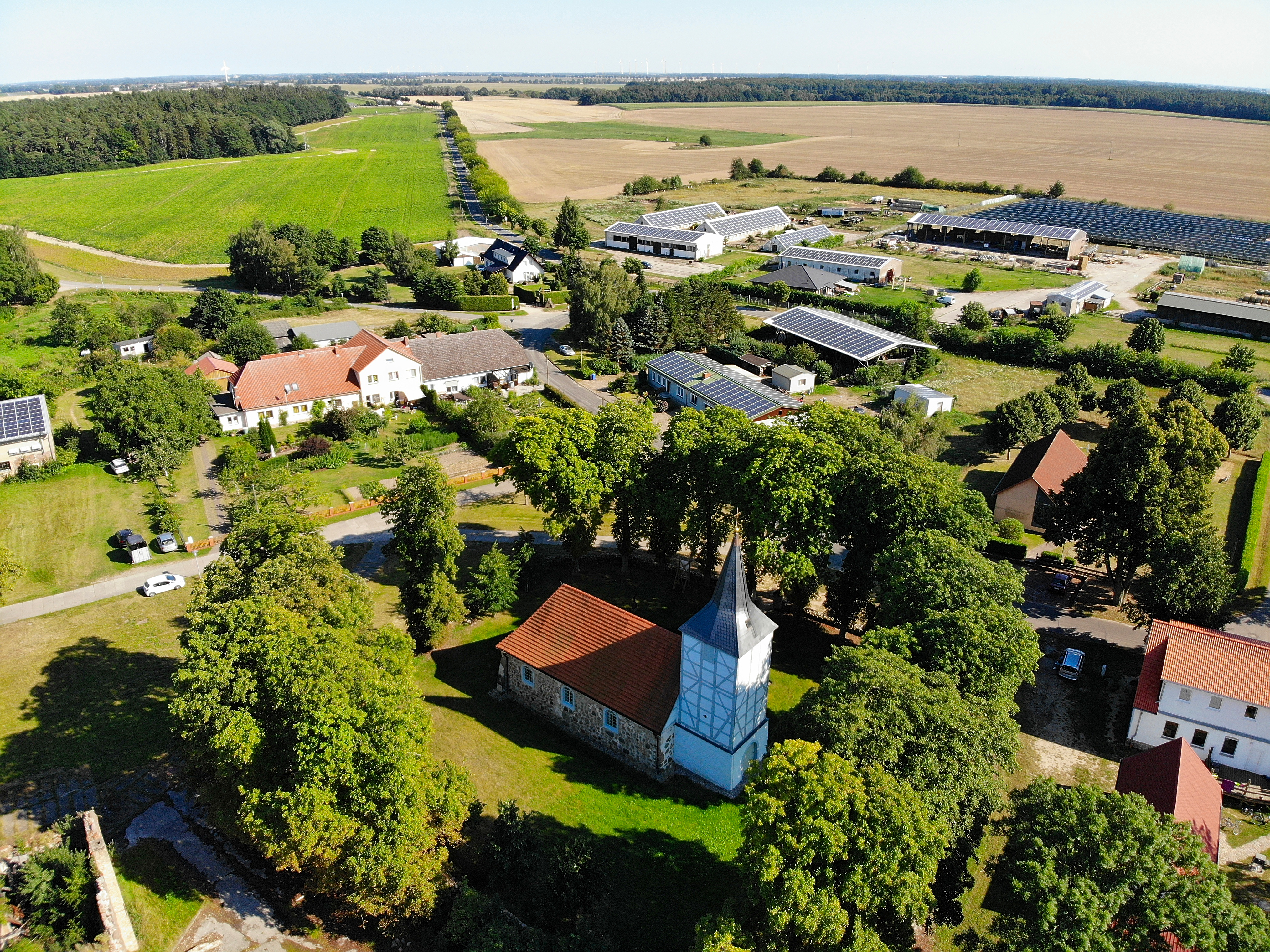
Luftaufnahme der Dorfkirche Alt Plestlin mit Umgebung (2020)

Die Dorfkirche Alt Plestlin ist eine von sieben Kirchen und Kapellen der Kirchengemeinde Jarmen-Tutow des Pommerschen Evangelischen Kirchenkreises. Sie befindet sich im Ortsteil Alt Plestlin der Gemeinde Bentzin im Landkreis Vorpommern-Greifswald.
Der Chor der Alt Plestliner Kirche wurde vermutlich im 14. oder 15. Jahrhundert errichtet. Der nur wenig breitere Saal und der Unterbau des Westturms wurden wahrscheinlich nachträglich angefügt. Im 17. Jahrhundert wurde die aus Feldstein gebaute Kirche grundlegend erneuert. Dabei erhielt sie die segmentbogigen Fenster und Portale mit Gewänden aus Backstein und ein im Osten gewalmtes Ziegeldach. Aus dieser Zeit stammt auch der quadratische Fachwerkaufsatz des Turmes mit oktogonalem schiefergedecktem Spitzhelm. 1989 erfolgte eine Erneuerung des Fachwerks. Der Unterbau des Turmes ist verputzt und besitzt ein breites Westportal. Eine der beiden Glocken wurde um 1500 gegossen, die andere 1603.
An den Ecken des Ostgiebels des Chores befinden sich Stützpfeiler. Die Chorfenster sind innen in großen Nischen eingelassen.
Bei einer Renovierung wurde 1842 die hölzerne Flachdecke eingezogen. Die Westempore stammt wahrscheinlich aus dem 17. Jahrhundert und wurde bei der Renovierung vergrößert. Der Kanzelaltar wurde um 1800 gebaut. Der Korpus eines Kruzifixes aus der Zeit um 1300 wurde mit den in der 2. Hälfte des 14. Jahrhunderts geschnitzten Figuren der Maria und des Apostels Johannes zu einer Kreuzigungsgruppe zusammengestellt. Eine Figur der Maria mit dem Kind wurde im 15. Jahrhundert geschnitzt.
Die Orgel von 1890 stammt aus der Werkstatt des Stralsunder Orgelbauers Paul Mehmel. Ihr dreiteiliger Prospekt ist in Neurenaissanceformen mit Rundbögen und kannelierten Pilastern gestaltet.